# آپاندکتومی
در هنگام آپاندیسیت حاد (التهاب آپاندیس) درمان اصلی جراحی و برداشتن آپاندیس است. به این عمل آپاندکتومی (به انگلیسی: appendectomy) یا آویزه‌برداری می‌گویند.
آپاندکتومی بیش‌تر با بیهوشی عمومی یا بی‌حسی موضعی و برش باز شکمی انجام می‌گیرد ولی با لاپاروسکوپ نیز قابل انجام است. بافت آپاندیس برداشته شده جهت بررسی بیش‌تر به آزمایشگاه آسیب‌شناسی فرستاده می‌شود.
- رایجترین عارضهٔ این عمل عفونت محل جراحی می‌باشد.

## ست جراحی مورد نیاز آپاندکتومی
- دسته بیستوری به همراه تیغ بیستوری متناسب با بافت
- رترکتور پارابوف
- شانگیر
- سوزنگیر
- فورسپس ببکاک (Babkok Forceps)
- پنست با و بی‌دندانه
- سر ساکشن و لوله فلزی مرتبط
- هموستات کرو
- قیچی میو و متزنبام
- سرجیکال دیاترمی[۴]

## وضعیت قرار گیری بیمار
پوزیشن خوابیده به پشت بهترین وضعیت جهت قرارگیری بیمار می‌باشد.

## نحوه عمل
شکم بیمار در ناحیهٔ مک‌بورنی (به انگلیسی: Mc Buruney) تمیز و توسط محلول ضدعفونی‌کننده پرب (شستشو) تک مرحله‌ای می‌گردد. بیمار را با شان‌های استریل به شیوه‌ای که تنها ناحیهٔ عمل باز بماند می‌پوشانند (شان بزرگ سوراخ‌دار). برای عمل آپاندیکتومی از انسزیون مک‌بورنی استفاده می‌شود. در صورتی که اعمال جراحی دیگری نیز در نظر گرفته شده باشد، دسترسی از طریق انسیزیون پارامدین راست راحت‌تر خواهد بود. پس از انسیزیون پوست، چاقوی جراحی تعویض می‌گردد. کنترل عروق خونریزی‌دهنده توسط پنس هموستات، لیگاتور با پلین دو صفر یا سرجیکال دیاترمی انجام می‌گیرد.
فاسیای آپونوروز و لایه‌های ماهیچه‌ای با جداکردن فیبرهای عضلانی، از همدیگر جدا شده و هموستاز این بخش نیز انجام می‌گیرد. با گذاشتن رتراکتور و کشیدن آن‌ها لایهٔ صفاق آشکار می‌شود، آنگاه آن را توسط دو هموستات بالا می‌آورند تا از احشای داخلی شکم فاصله بگیرد.
به کمک بیستوری انسیزیون کوچکی بین دو هموستات داده می‌شود. سپس توسط قیچی متزنبام این انسیزیون بزرگ‌تر می‌شود تا حفرهٔ شکم کاملاً نمایان می‌گردد. در این مرحله اگر مقداری مایع آزاد در حفرهٔ شکم وجود داشت (که ممکن است عفونت نیز باشد) توسط ساکشن تخلیه می‌شود. ضمناً می‌توان مقداری از مایع را جهت کشت به بخش پاتولو‍‍ژی نیز ارسال نمود (برای انجام آزمایش). محتویات شکم بررسی شده و زائدهٔ آپاندیس توسط پنس ببکاک بیرون کشیده می‌شود. این زائده توسط مزانتر به سکوم چسبیده که باید این چسبندگی را آزاد نمود. مزانتر آپاندیس توسط کلمپ و لیگاتور در ۳ یا ۴ مرحله بسته شده و آپاندیس ره (اصطلاح رایج) می‌گردد. در انتهای کار ناحیه توسط نخ بخیه سیلک (به دلیل استحکام بالای آن در برابر کشیدگی)، دوخته می‌شود.

## نخستین عمل جراحی آپاندیس
اواخر آوریل ۱۹۶۱، لئونید روگوزوف 27 ساله که جزو ششمین گروه اکتشافی شوروی سابق بود که به قطب جنوب می‌رفتند (تیمی دوازده نفره که مأموریت‌شان ساختن پایگاهی جدید بنام ایستگاه نووولازاروسکایا در واحهٔ شیرماخر بود)، به دلیل ابتلا به آپاندیسیت حاد، وضع جسمانیش وخیم شد (کمی احساس ضعف و خستگی داشت، بعد حالت تهوع شروع شد، و کمی بعد دردی شدید در سمت راست پهلویش حس کرد) و چون خودش پزشک جراح بود، بلافاصله فهمید مشکل آپاندیس است اما از آنجا که هیچ اتاق عمل جراحی در آنجا وجود نداشت و امیدی هم به کمک‌رسانی نبود و تنها پزشک گروه نیز خودش بود، بنابراین و به ناچار تصمیم گرفت که با بی‌حسی موضعی و عدم بیهوشی کامل و توسط آینه، خودش را جراحی نموده و آپاندیس ملتهبش را خارج نماید که این کار با موفقیت انجام و خودش نیز زنده بماند؛ امروزه و پس از گذشت بیش از نیم قرن از آن زمان، برداشتن آپاندیس پیش از سفر به قطب جنوب عادی – و در بعضی کشورها مثل استرالیا، اجباری – است. بعضی از پزشکان هم معتقدند فضانوردانی که بخواهند (در آینده) برای مدتی طولانی به ماه یا مریخ بروند، باید همین کار را نیز بکنند.